# Toni Kirén
Toni Kirén (* 18. Juni 1984 in Lahti) ist ein finnischer Eishockeyspieler, der seit 2010 bei Kiekko-Laser in der Mestis unter Vertrag steht. 

## Karriere
Toni Kirén begann seine Karriere als Eishockeyspieler bei den Pelicans Lahti, für die er in den Jahren 2003 bis 2005 in der SM-liiga aktiv war. Anschließend wechselte der Verteidiger zu Haukat Järvenpää in die zweitklassige Mestis. Nach nur einer Saison schloss er sich deren Ligarivalen HeKi Heinola an. Anschließend wurde er vor der Saison 2007/08 vom Erstligisten HPK Hämeenlinna verpflichtet, für den er jedoch nur drei Spiele bestritt, bevor er einen Vertrag bei Kärpät Oulu erhielt, mit denen er am Saisonende Finnischer Meister wurde. 
Nachdem Kirén die Saison 2008/09 bei Kärpät begonnen hatte und unter anderem in einem Gruppenspiel der Champions Hockey League für Oulu gespielt hatte, wechselte er am Ende der Spielzeit zu seinem Ex-Klub HPK Hämeenlinna. Für diesen absolvierte er 16 Spiele, bevor er im Sommer 2009 von KooKoo verpflichtet wurde.
2010 wurde er vom Aufsteiger Kiekko-Laser aus der Mestis unter Vertrag genommen, wo er als Mannschaftskapitän fungiert.

## Erfolge und Auszeichnungen
- 2008 Finnischer Meister mit Kärpät Oulu

## SM-liiga-Statistik
(Stand: Ende der Saison 2010/11)